# 西村悠
西村 悠（にしむら ゆう、1981年7月30日 - ）は日本の小説家・ライトノベル作家・シナリオライター。男性。東京都出身。2004年に『二四〇九階の彼女』で第5回電撃hp短編小説賞銀賞を受賞。

## 小説作品

### 一迅社文庫
- 幻想症候群（絵：鍋島テツヒロ、一迅社、2008年）
- 読書の時間よ、芝村くん！（絵：ゆでそば、一迅社、2009年）
- 読書の時間よ、芝村くん！2（絵：ゆでそば、一迅社、2009年）
- 秋津楓はアたらない（絵：きみしま青、一迅社、2010年）
- カナタに届け 沢金高校放送部（絵：あおなまさお、一迅社、2011年）
- ららマジ ノベライズ ～調律師とアインヘリャルの少女達～（絵：飯塚晴子、さんかく。、一迅社、2021年）

### メディアワークス文庫
- 僕と彼女のギャルゲーな戦い（絵：夏生、アスキー・メディアワークス、2010年）
- 妄想ジョナさん。（絵：ふゆの春秋、アスキー・メディアワークス、2011年）

### 電撃文庫
- 二四〇九階の彼女（絵：高階@聖人、アスキー・メディアワークス、2006年）
- 二四〇九階の彼女II（絵：高階@聖人、アスキー・メディアワークス、2007年）
- 神様の言うとおりっ!（絵：Show、アスキー・メディアワークス、2009年）

### 桜ノ杜ぶんこ
- ROUTER（絵：チガサキトモ、一二三書房、2012年）

### ビーズログ文庫
- 緋色の欠片 蒼黒の楔 -壱の章-（絵：いけ・涼河マコト、エンターブレイン、2012年）
- 緋色の欠片 蒼黒の楔 -弍の章-（絵：いけ・涼河マコト、エンターブレイン、2012年）
- 緋色の欠片 蒼黒の楔 -参の章-（絵：いけ・涼河マコト・カズキヨネ、エンターブレイン、2013年）

### LINE文庫
- 2409回目の初恋（絵：ぽち、LINE、2019年）

## 指南本
- 乙女ゲームシナリオの作りかた（秀和システム 、2014年）

## ゲーム作品
関わり方が判明しているものは（）書きで明記。

### 緋色の欠片シリーズ
- 緋色の欠片
  - 緋色の欠片　あの空の下で
- 翡翠の雫 緋色の欠片2
- 真・翡翠の雫 緋色の欠片2（メインシナリオ[2]）
- 蒼黒の楔 緋色の欠片3
- 白華の檻 ～緋色の欠片4～（構成・メインシナリオ、水澤なながサブシナリオ）
  - 白華の檻 ～緋色の欠片4～ 四季の詩 （構成・メインシナリオ、水澤なながサブシナリオ）

### 単独作品
- ウィル・オ・ウィスプ（サブシナリオ）
- 夏空のモノローグ（企画・構成・全メインシナリオ）
- 神なる君と（企画・構成・全メインシナリオ）
- AMNESIA CROWD（サスペンスパートのストーリー構成、プロット）
- 爽海バッカニアーズ！（サブシナリオ）
- Code:Realize 〜創世の姫君〜（全体プロット、案出し、各ルートの基礎作成、インピールート〈小縞なおと共同〉[3]）

### スマートフォンゲーム
- ららマジ（構成・メインシナリオ）
- アサルトリリィ Last Bullet（シナリオ[4]）

## アニメ作品
- サクラ革命 〜華咲く乙女たち〜 スペシャルアニメ（脚本）